# Tinglof Peninsula
Tinglof Peninsula är en udde i Antarktis. Den ligger i Västantarktis. Inget land gör anspråk på området.
Terrängen inåt land är kuperad, och sluttar norrut. Trakten är obefolkad. Det finns inga samhällen i närheten.